# Grinddal
Grinddal (fi. Veräjälaakso) är en del av Åggelby distrikt i Helsingfors stad.
Grinddal är ett nytt bostadsområde som blev klart på 1990-talet.